# Podlipie (powiat dąbrowski)
Podlipie – wieś w Polsce położona w województwie małopolskim, w powiecie dąbrowskim, w gminie Bolesław.
W latach 1975–1998 miejscowość należała administracyjnie do województwa tarnowskiego.

## Części wsi
| SIMC    | Nazwa          | Rodzaj    |
| ------- | -------------- | --------- |
| 0813223 | Górne Podlipie | część wsi |
| 0813230 | Kąt            | część wsi |
| 0813246 | Połać          | część wsi |

## Osoby związane z Podlipiem
- Antoni Kochanek
- Elżbieta Machnik